# Edgar Kupfer-Koberwitz

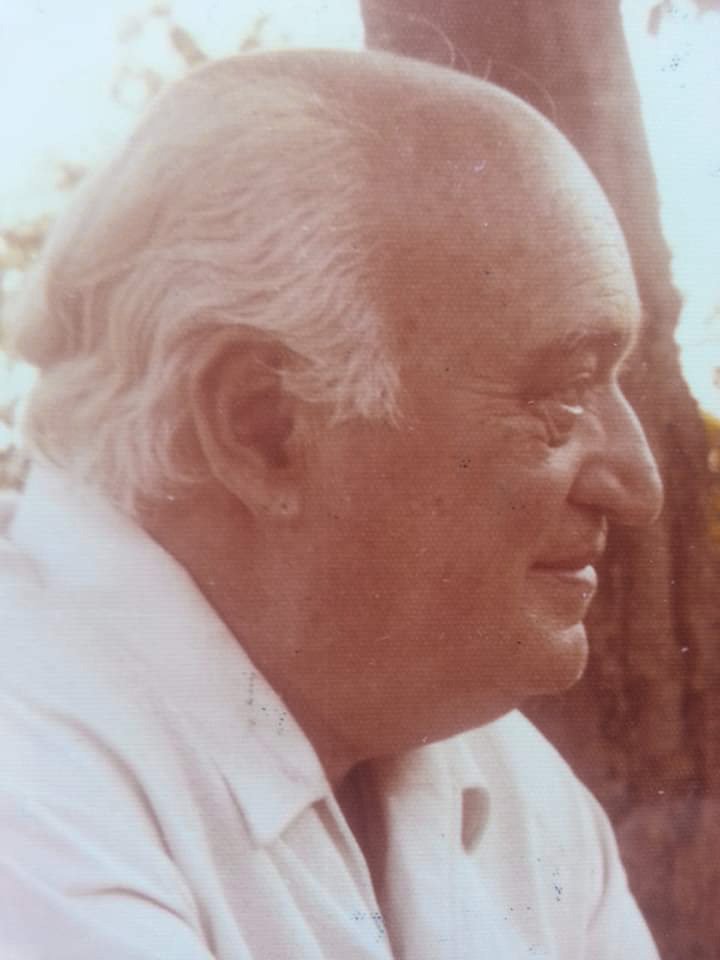
Edgar Kupfer-Koberwitz um 1972

Edgar Kupfer-Koberwitz (* 24. April 1906 auf Gut Koberwitz bei Breslau als Edgar Kupfer; † 7. Juli 1991 bei Stuttgart) war ein deutscher Journalist, Lyriker und Häftling im KZ Dachau. Er war Verfasser u. a. der „Dachauer Tagebücher“, in denen ausführlich die Vorgänge im Konzentrationslager, die Lager-SS sowie die Häftlingsgesellschaft beschrieben werden.

## Leben
Edgar Kupfer, Sohn eines schlesischen Gutsverwalters, war nach dem Realschulabschluss zunächst in der Landwirtschaft und später als Büroangestellter tätig. Nebenberuflich schrieb er Gedichte und verfasste Zeitungsartikel. Später ergänzte er seinen Nachnamen um den des Gutes, auf dem er zur Welt gekommen war, zu Kupfer-Koberwitz.
Nach der Machtergreifung durch die Nationalsozialisten emigrierte er 1934 nach Paris, wo er sich als Handweber verdingte. Ab 1937 war er für ein Reiseunternehmen auf der italienischen Insel Ischia tätig, die er touristisch erschließen sollte. Im September 1940 wurde er jedoch wegen einer Denunziation von den italienischen Behörden nach Innsbruck ausgewiesen, das nach dem Anschluss Österreichs zum NS-Staat gehörte. Grund sollen abschätzige Äußerungen gegenüber dem NS-Regime und den italienischen Faschisten gewesen sein.
Am 11. November 1940 wurde Kupfer-Koberwitz von der Gestapo ins KZ Dachau eingewiesen und war ab November 1942 Schreiber in einem Dachauer Außenlager, das für den Rüstungsbetrieb der Schraubenfabrik Präzifix arbeitete. Während dieser Zeit verfasste er unter Lebensgefahr vom 20. November 1942 bis zum 2. Mai 1945 das als „Dachauer Tagebücher“ bekannt gewordene Manuskript, das er zunächst an seinem Arbeitsplatz versteckte und später vergrub. Im Zuge der Befreiung des KZ Dachau gelangte er Ende April 1945 in Freiheit und war Augenzeuge der örtlichen Vergeltungsakte gegen die SS. Auszüge aus seinem Tagebuch wurden im Mai 1945 in dem Bericht der 7. US-Armee zum KZ Dachau veröffentlicht.

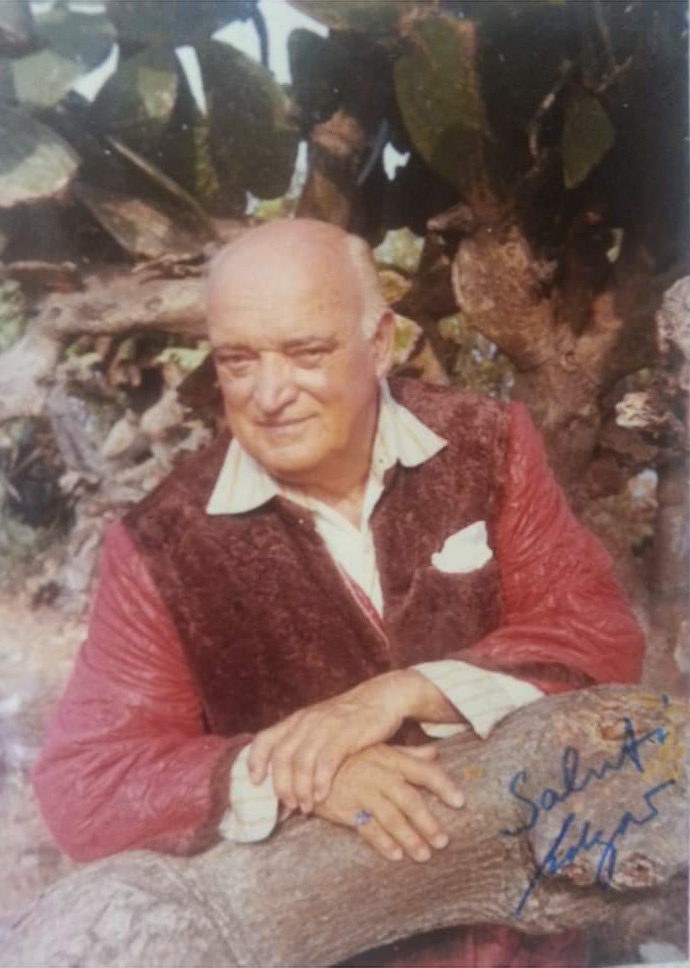
Edgar Kupfer-Koberwitz um 1972 auf Sardinien

Nach der Befreiung ging Kupfer-Koberwitz bis Ende der 1950er Jahre in die USA, bevor er von Chicago nach Forio (Ischia) übersiedelte. 1963 kam er nach Sardinien, wo er zuerst in Siniscola, ab 1967 in San Teodoro seit 1977 in Macomer ein neues Zuhause fand. In diesen Jahren lernte Cuffer, wie ihn die Einheimischen nannten, den jungen Sarden Francesco Calvano kennen und nahm ihn bei sich auf. Zeitlebens blieb er ihm freundschaftlich verbunden. 1986 kehrte er nach Deutschland zurück, lebte zunächst bei einer befreundeten Familie und zuletzt in einem anthroposophischen Pflegeheim bei Stuttgart.
Kupfer-Koberwitz, der u. a. mit Albert Schweitzer korrespondierte, war Autor mehrerer Bücher; neben Publikationen zum KZ Dachau und zur Insel Ischia verfasste er 1947 als überzeugter Vegetarier mit Die Tierbrüder – eine Betrachtung zum ethischen Leben einen leidenschaftlichen Appell gegen den gleichgültigen und grausamen Umgang mit Tieren.

## Schriften (Auswahl)
- Das Leben – die Hölle!, Stuttgart 1931
- Die Tierbrüder, Man-Verlag, Augsburg 1947
- Kette der Tage: Gedichte aus Dachau, Hatje, Stuttgart 1947
- Die vergessene Insel: Ein Buch über die Vulkaninsel Ischia, Wolff, Flensburg 1948
- Die Mächtigen und die Hilflosen: Als Häftling in Dachau, Vorwerk, Stuttgart (Bd. 1: Wie es begann, 1957; Bd. 2: Wie es endete, 1960)
- Dachauer Tagebücher: Die Aufzeichnungen des Häftlings 24814, Kindler, München 1997, ISBN 3-463-40301-3.